# ザブール
ザブール（アラビア語: ٱلزَّبُورِ、az-zabūr）は、イスラームによると、ダウード（ダビデ）の聖典であり、タウラート（トーラー＝律法）やインジール（福音）と並んで、クルアーン以前にアッラーによって啓示された諸啓典のうちの一つである。ムスリムの伝承によれば、クルアーンで言及されるザブールはダビデ（アラビア語ではダウード）の詩篇である。
イスラーム以前のアラビアのキリスト教修道士や禁欲主義者たちは、イスラーム以前のアラビア詩において、マズムール（mazmour）と呼ばれる文書と関連づけられることがある。この「マズムール」は、他の文脈では、椰子の葉文書を指す場合がある。これは詩篇集を指していると解釈する者もいる。

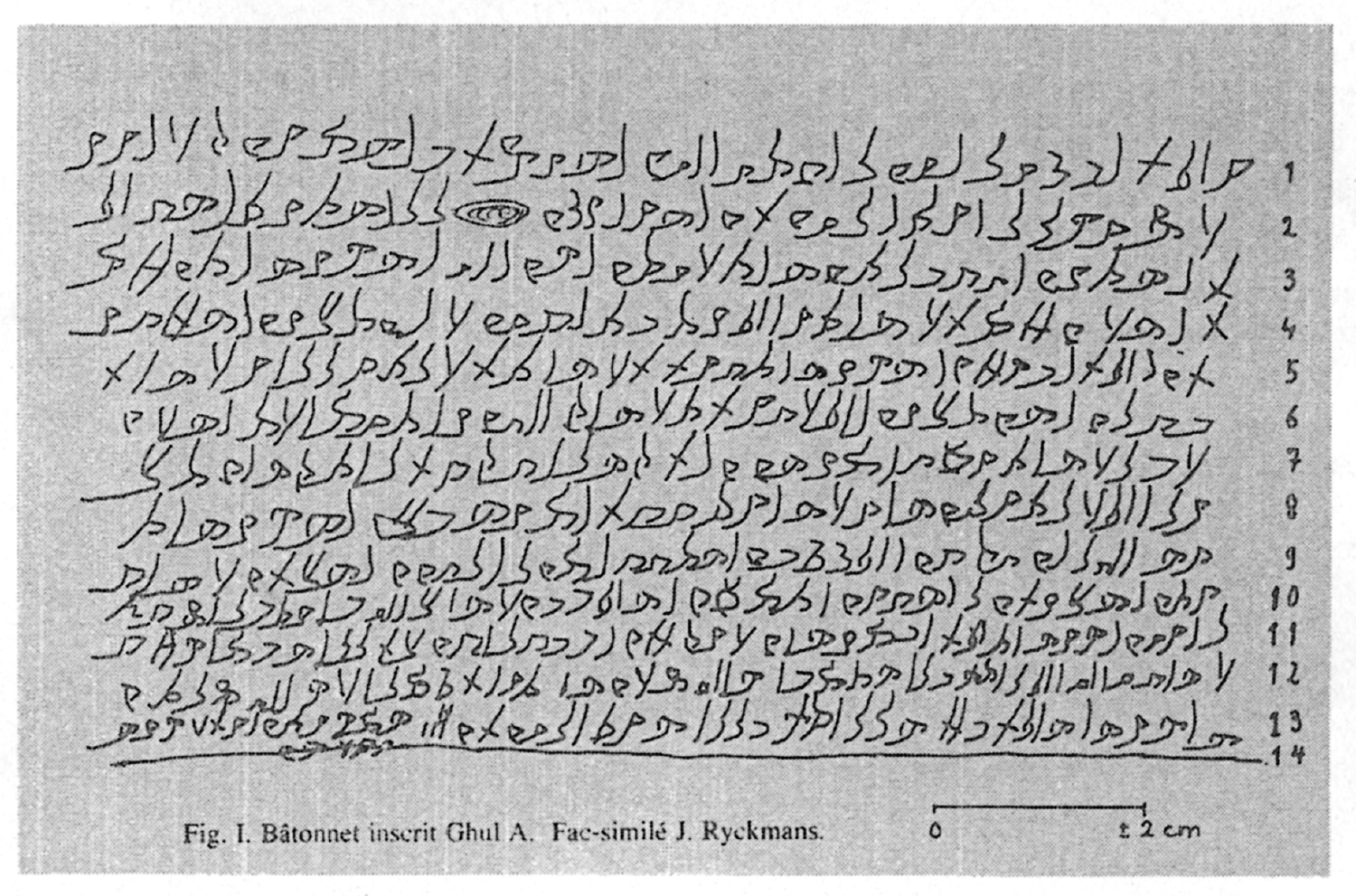
古代南アラビア文字のマズムール碑文

中東および南アジアの多くのキリスト教徒の間では、ヘブライ語聖書のダビデの詩篇を指して、mazmour（ヒンドゥスターニー語مزمور ( Nastaʿlīq )、ज़बूर (デーヴァナーガリー)）という言葉が使用されている。

## 語源
アラビア語の単語 zabūr は「本」「碑文」「書物」を意味する。初期の諸資料では、これは椰子の葉に書かれた古代南アラビア文字の書物を指している可能性がある。
西洋の学術研究者の多くは、「詩篇」という意味のzabūrという語を、（１）アラビア語の「書物」zabūrと（２）ヘブライ語の「詩篇」mizmōr（ヘブライ語: מִזְמוֹר）またはこれに相当するアラム語 mazmūrā（シリア語：ְִֶמְוֹר ）が融合・混同したものと解釈している。
あまり受け入れられていない別の説によれば、この意味での「ザブール」という名称の起源は、ヘブライ語の「歌、音楽」を意味する「ジムラー（ヘブライ語：זִמְרָה ）」 、もしくは「物語」を意味する「シップール（ヘブライ語：סִפּוּר ）」が転訛したものである。

## クルアーンでの言及
クルアーンにはザブールという言葉が3回名指しで言及される。クルアーン自身は、ザブールについて、それがダウード（ダビデ）に啓示されたことと、ザブルに「我が義なるしもべらは地を受け継ぐであろう」と記されていることの他には、具体的には何も言及していない。
実に、我らはノアとその後の預言者たちに啓示したように、[ムハンマドよ]あなたにも啓示した。またアブラハム、イシュマエル、イサク、ヤコブ、その子孫、イエス、ヨブ、ヨナ、アロン、ソロモンにも啓示し、ダビデに書（ザブール）を授けた。—Qur'an 4:163、Sahih International Translationからの重訳
また、あなたの主は、諸天と地の者を最もよく知っておられる。そして我らは預言者たちのある者を、他の者よりも優れた者にした。またダビデには書（ザブール）を授けた。—Qur'an 17:55、Sahih International Translationからの重訳
そして我らは、地が私の義なるしもべらによって継承されることを、既に書（ザブール）に記している。—Qur'an 21:105、Sahih International Translationからの重訳

## 詩篇との関連
クルアーンとウルドゥー語訳聖書では、ザブールは詩篇を指している。クルアーン21章105節には、ザブールに「我が義なる僕たちは地を受け継ぐ」という一節がある、と記されている。これは詩篇37篇29節の「義なる者は地を受け継ぎ、永遠にそこに住む」という一節と類似している。
Ahrens（1930）は、アル＝アンビヤ（クルアーン21章）105節が詩篇からの引用であるという見解を支持している。彼は、クルアーンには「我らはザブールに、我が義なるしもべらが地を受け継ぐであろうという戒めを記した」という一節があると言う。彼の結論は、この一節がヘブライ語聖書、そしてより具体的にはダビデに帰せられる詩篇37篇（9、11、29節の文言を参照）と密接かつ稀有な言語学的並行を示しているというものである。

## ハディースでは
ムハンマド・アル＝ブハーリーが有効とみなしたハディースの一つに、次のようなものがある。
アブー・フライラはこう伝えている。「預言者はこう言った。『ザブール（詩篇）の朗誦はダビデにとって容易なことであった。彼は乗馬用の動物に鞍をつけるよう命じ、鞍をつける前にザブルの朗誦を終えていた。そして、彼は肉体労働で得た収入以外では決して食事を取らなかった。』」—Sahih al-Bukhari, 4:55:628

## ケトゥヴィム（諸書）
キリスト教弁証家カール・ゴットリープ・プファンダーは、クルアーンのザブールへの言及は、実際にはヘブライ語聖書の３番目の部分、すなわちケトゥヴィム（諸書）と呼ばれ、詩篇やその他のヘブライ文学や詩の集成を含む、より広範なユダヤ教の聖典の集合を指していると示唆した。